# إريك ستريكلاند
إريك ستريكلاند (بالإنجليزية: Erick Strickland)‏ مواليد 25 نوفمبر 1973 في أوبيليكا، هو لاعب كرة سلة أمريكي معتزل بدأ مسيرته الاحترافية في سنة 1996.. يبلغ طوله 6 قدم 3 بوصة (1.9 م). اعتزل اللعب في 2005. أحرز خلال مسيرته في الإن بي إيه 3780 نقطة بمعدل 7.5 نقاط في المباراة الواحدة.

## المسيرة الاحترافية
لعب مع دالاس مافيريكس من سنة 1996 إلى 2000، ثم لعب مع نيويورك نيكس في موسم 2000–2001، ثم لعب مع فانكوفر جريزليز في سنة 2001، ثم لعب مع بوسطن سيلتكس في موسم 2001–2002، ثم لعب مع إنديانا بايسرز في موسم 2002–2003، ثم لعب مع ميلووكي باكز من سنة 2003 إلى 2005.

## روابط خارجية
- إريك ستريكلاند على موقع إن بي أي (الإنجليزية)
- إريك ستريكلاند على موقع سبورتس رفرنس (الإنجليزية)
- إريك ستريكلاند على موقع كرة السلة الأوروبية.كوم (الإنجليزية)
- إريك ستريكلاند على موقع كلية كرة السلة في سبورتس رفرنس.كوم (الإنجليزية)
- إريك ستريكلاند على موقع ريلجم (الإنجليزية)
- إريك ستريكلاند على موقع بروبوليرز (الإنجليزية)